# Кобеляки
Кобеля́ки (укр. Кобеляки) — город в Полтавской области Украины.
Город входит в Полтавский район. До 2020 года был административным центром упразднённого Кобелякского района, в котором составлял Кобелякский городской совет.

## Географическое положение
Город Кобеляки находится на берегу реки Ворскла (в основном на правом берегу) в месте впадения в неё реки Кобелячек, выше по течению на расстоянии в 2 км расположено село Куновка, ниже по течению на расстоянии в 0,5 км расположено село Подгора, выше по течению реки Кобелячек на расстоянии в 1,5 км расположено село Ганжевка. Реки в этом месте извилистые, образуют лиманы, старицы и заболоченные озёра. Через город проходит автомобильная дорога Р-52.

## История
Поселение возникло в конце XVI или в начале XVII века.
В 1620 году населённый пункт с названием Кобеляки был уже обозначен на карте. В середине XVII века эту местность подробно описал турецкий путешественник Эвлия Челеби. В первой половине XVII века поляками была основана Кобелякская крепость.
До 1648 года Кобеляки и земли вокруг принадлежали шляхтичу Юрию Немиричу. После начала в 1648 году восстания Хмельницкого Кобеляки стали сотенным местечком Полтавского полка.

### 1654—1917
В 1654 году в составе Левобережной Украины Кобеляки вошли в состав России. В 1660—1668 здесь располагались первая и вторая кобелякские сотни Полтавского поселённого полка Запорожского войска.
В 1657 году городок днепровских казаков снова захватил Ю. Немирич, но в следующем году он был разбит Мартыном Пушкарём. Развиваются цеха плотников, портных, сапожников, среди промыслов — мельничное и винокурение.
В 1722 году за жителями города записаны 25 «постоянных» и «весенних» мельниц, 5 винокурен, 5 солодовень.
В 1760 году граф Михаил Семёнович Воронцов присваивает часть крестьянских и казацких дворов. В 1768 году во время Русско-турецкой войны Кобеляки захватили и разрушили крымские татары.
С 1765 года Кобеляки входили в Екатерининскую провинцию Новороссийской губернии, здесь дислоцировался штаб Днепровского пикинёрного полка и его 4-я рота.
В 1773—1783 годах — ротный город 4-й роты Днепровского пикинёрского полка, с 1796 года — входили в Кременчугский уезд Малороссийской губернии.
С 1803 года — уездный город Полтавской губернии.
В 1828 году создана городская Дума, позднее — почтовая станция.
В 1843 году Кобелякам присвоен герб.
В середине XIX века через город пролегали торговые тракты на Екатеринослав, Полтаву и Кременчуг.
В 1859 году была открыта уездная больница. В 1859 году в городе проживало 7993 жителя, в 1863 — 9424 жителя.
В 1870 году введена в строй железнодорожная станция Кобеляки.
В начале 1890-х годов город являлся торговым центром, здесь ежегодно проходило до пяти ярмарок, действовали 45 мелких промышленных заведений, 9 водяных и 20 ветряных мельниц, 6 маслобоен, 12 кузниц, женская прогимназия, городское училище, 4 начальных училища, земская больница на 25 кроватей, аптека, 9 православных церквей, 1 синагога и 2 еврейских молитвенных дома.
По переписи населения 1897 года численность населения составляла 10487 жителей.
Во время революции 1905 года в Кобеляках произошли крестьянские волнения: 26 ноября (9 декабря) 1905 года здесь собрался съезд уполномоченных крестьянских союзов, на котором избрали исполнительный комитет, но полиция разогнала съезд и арестовала нескольких участников. 27 ноября (10 декабря) 1905 крестьяне отказались платить налоги и потребовали выпустить арестованных. 30 ноября (11 декабря) 1905 в селе собралось до 5 тысяч крестьян и арестованные были выпущены. Также в 1905 году здесь вышла первая газета «Земля».
В начале нового века в городе работало несколько синагог и собственные школы. Евреи имели большое влияние в городе — они были владельцами 4 складов аптечных товаров, 3 пекарен, 2 парикмахерских, фотоателье (Хаим-Лейба Евсеева, Исаака Луцкого и др.) и более 50 торговых лавок. Известным стал пивоваренный завод Мошкевича (по состоянию на 1909 год его годовой оборот составлял 13 тыс. рублей, на нём работало 6 рабочих).
По состоянию на 1910 в Кобеляках проживало 11 087 жителей, было 3 паровых мельницы, 4 колбасные и 5 кондитерских заводов, 2 завода минеральных вод, пивоварня, типография Б. И. Брагилевского. В городе также работали 4 училища, прогимназия, женская гимназия, коммерческое училище и мужская гимназия и 7 школ, Народный дом с драматическим коллективом под руководством С. Г. Киреева. С 1905 членом постоянной труппы был уроженец города С. И. Шкурат.
В 1911 и 1913 годах выходила ежедневная газета «Кобелякское слово».
В 1916 году в городе проживало более 20 тыс. чел. (в том числе беженцы). Общественный парк существует с 1917 года.

### 1918—1991
Советская власть установлена 9 (22) января 1918 года.
В январе 1919 года создана уездная парторганизация РСДРП(б), насчитывавшая 60 человек. Стала выходить газета «Голос бедноты». 18 января 1920 создан Кобелякский ревком. Были организованы милиция и народный суд, национализированы типография и паровые мельницы.
В феврале 1919 года началось издание местной газеты.
В 1921—1926 годах в Кобеляках организовано 9 кооперативных объединений: «Заря» (сохранилось до наших дней), «Мыло», «Швейтекстиль», «Культура» и др. Работали 2 кожевенных завода, 5 сукновален, 14 кузниц, слесарная мастерская, черепичный завод, хлебопекарни. В 1922 году открыт Народный театр.
С 1923 года Кобеляки — райцентр Кобелякского района Полтавского округа, с 1932 — Харьковского, с сентября 1937 — Полтавской области. На 15.03.1923 в городе насчитывалось 12 395 жителей, на 17.12.1926 — 10984 жителя.
В 1925−30 годах работала кооперативно-торговая школа, в 1930−35 годах — педагогический техникум, с 1934 года — зоотехническая школа, с 1936 года — среднее медицинское училище. Работали также 3 средние, 3 неполные средние и 1 начальная общеобразовательные школы. Действовали детский городок им. В. Г. Короленко на 1 тыс. детей-сирот, Дворец культуры на 400 мест, 5 клубов, 3 библиотеки.
После начала Великой Отечественной войны 15 сентября 1941 город был оккупирован немецкими войсками. В период оккупации (до 25 сентября 1943) здесь был создан концентрационный лагерь (лагерь «К»), гитлеровцы убили 771 человека, уничтожили 186 зданий общественного назначения.
10 января 1944 года на Базарной площади города врача Михаила Ходота и полицейского Егора Соловья публично повесили за их участие в отравлении еврейских детей.
В 1952 году здесь действовали кирпичный завод, швейная фабрика, мельницы, две средние школы, две семилетние школы, зооветеринарная школа, Дом культуры, кинотеатр и библиотека.
В 1981 году здесь действовали швейная фабрика, филиал Лубенской одеяло-войлочной фабрики, кирпичный завод, райсельхозтехника, промышленный комбинат, пищевой комбинат, комбинат бытового обслуживания, 5 общеобразовательных школ, музыкальная школа, сельское профессионально-техническое училище, больница, поликлиника, Дом культуры, кинотеатр, две библиотеки, историко-краеведческий музей.

### После 1991
В октябре 1992 года Кобелякский кирпичный завод, Кобелякское специализированное автотранспортное предприятие, райсельхозтехника и Кобелякское районное объединение «Сельхозхимия» были переданы в коммунальную собственность Полтавской области.
В мае 1995 года Кабинет министров Украины утвердил решение о приватизации находившихся в городе АТП-15341, комбикормового завода, ПМК № 244, райсельхозтехники и райсельхозхимии, в июле 1995 года было утверждено решение о приватизации СПМК № 7.
В декабре 2015 года районный отдел МРЭО МВД Украины был преобразован в территориальный сервисный центр ТСЦ-5346.

## Население
В 1970 численность населения составляла 10,8 тыс. человек.
В январе 1989 года численность населения составляла 12 975 человек.
По состоянию на 1 января 2013 года численность населения составляла 10181 человек.

### Языковой состав
Родной язык населения по данным переписи 2001 года:
| Язык       | Численность, чел. | Доля     |
| ---------- | ----------------- | -------- |
| Украинский | 11 448            | 95,66 %  |
| Русский    | 459               | 3,84 %   |
| Другие     | 61                | 0,50 %   |
| Итого      | 11 968            | 100,00 % |

## Экономика
- Молочноконсервный комбинат.
- Сахарный завод.
- Завод продтоваров «Мрия».
- Швейная фабрика.
- Фабрика «Зоря».
- Хлебокомбинат.
- Комбикормовый завод.
- Типография (коммунальное предприятие «Видавництво „Кобеляки“»)[22].

## Объекты социальной сферы
- 2 средние школы.
- 2 неполные средние школы.
- Музыкальная школа.
- Школа-интернат.
- Профтехучилище.
- 2 детских сада.
- Две библиотеки (центральная районная библиотека и детская библиотека)[23].
- Дом культуры.
- Исторический музей.
- Музей литературы и искусства.

## Достопримечательности
- Братская могила советских воинов.

## Известные люди
- Рабинович, Осип Аронович (1817―1869), писатель ― родился в Кобеляках
- Ивахненко, Алексей Григорьевич (1913—2007), кибернетик — родился и вырос в Кобеляках[5]
- Греченко, Василий Николаевич, заслуженный деятель искусств УССР — родился в Кобеляках[5]
- Дунаевский, Михаил (Мендель) Маркович (1910—1963) — советский деятель промышленности, кавалер ордена Ленина — родился в Кобеляках.
- Степан Иосифович Шкурат, заслуженный артист РСФСР, Народный артист УССР — родился в Кобеляках
- Е. А. Золотаренко, народный артист УССР — родился в Кобеляках[5]
- В Кобеляках жил, работал и скоропостижно скончался известный доктор, подвижник мануальной терапии Николай Касьян.
- Симановский, Василий Лаврович, один из ближайших соратников Лавра Корнилова.
- Зеленский, Евгений Иосифович (1877—1950) — русский и советский архитектор.
- В середине 1890-х годов в Кобеляках побывал русский писатель И. А. Бунин.
- В городе родился Китастый, Григорий Трофимович — Герой Украины.
- В городе родился Авраам Менделевич Трахтман (16.06.1918—10.11.2003) — советский и российский учёный, конструктор в области систем связи и космического радиоуправления, д.т. н.,проф.